# Eau de vie

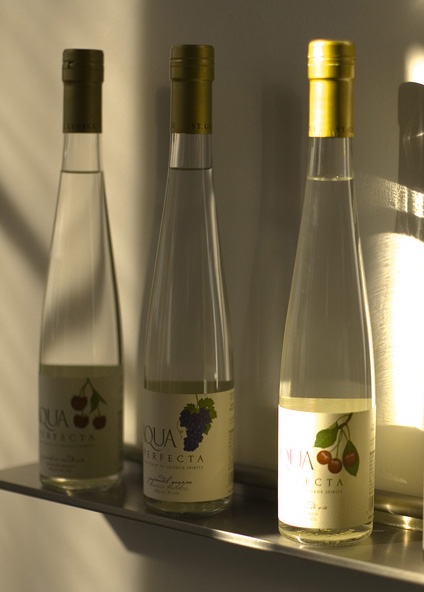
Eau de vie

Eau de vie (französisch Lebenswasser) ist die französische Bezeichnung für aus Obst oder Weintrester destillierte Schnäpse. Verarbeitet wird eine Vielzahl von Früchten, am häufigsten Äpfel, Birnen, Mirabellen, Pflaumen, Kirschen und Himbeeren.
Sofern der Obstbrand ausschließlich aus einer Fruchtsorte gewonnen wurde, wird er mit dem jeweiligen Namen der Frucht bezeichnet, z. B. „Eau de vie de poire“ (franz. Birne). Gleiches gilt, wenn bei der Destillation von Weintraubentrester ausschließlich der Trester einer Rebsorte verwendet wurde. Das Destillat aus Weintrester wird auch als marc bezeichnet und ist mit dem italienischen Grappa vergleichbar.

## Destillation
Vor dem Brennvorgang wird das zu verarbeitende Obst vergoren, teilweise unter Hinzugabe von Zucker und Hefe. Nach Abschluss der Gärung, wenn sich der in der Maische enthaltene Zucker vollständig in Alkohol umgewandelt hat, erfolgt die Destillation.
Die Destillation erfolgt entweder über direkter Flamme oder auch im Wasserbad (Bain-Marie), um die Verdampfung der feinen, flüchtigen Fruchtaromen besser zu steuern. Von den verschiedenen Destillerien werden unterschiedliche Typen von Brennkolben verwendet. Maßgeblich für die Qualität der Schnäpse ist, unabhängig von der handwerklichen oder industriellen Verarbeitung, stets die Qualität des verwendeten Obstes. Aus schadhaftem Obst lässt sich nur ein eher „rauer“ Schnaps herstellen.

## Herstellungsgebiet und Klassifizierung
Die regionalen Schwerpunkte der Produktion liegen für Obstbrände in Frankreich im Elsass, Jura und der Franche-Comté, Burgund sowie in der Normandie. Innerhalb definierter Anbaugebiete der Normandie tragen die Apfelobstbrände den Namen Calvados, außerhalb dieser dürfen sie nur die Bezeichnung „Eau de vie“ oder „Eau de vie de pomme“ (franz. Apfel) tragen. Das bretonische Pendant des Calvados ist der Lambig, auch nach seiner geschützten Herkunftsbezeichnung eau-de-vie de cidre de Bretagne genannt.
Die Produktion von Tresterbranntweinen ist mit unterschiedlicher Intensität in sämtlichen Weinregionen verbreitet, besonders im Elsass, Burgund und der Champagne. Die Eau de vie herstellenden Betriebe sind sehr unterschiedlich; es gibt sowohl handwerklich arbeitende, ländliche Kleinbetriebe, die zum Teil auch als ambulante Wanderdestillerien unterwegs sind, aber auch zu großen Getränkekonzernen gehörende Großbetriebe.
Die genannten Schnäpse gibt es in den unterschiedlichsten Aufmachungen, Qualitätsstufen und Preisklassen. Wichtig ist, dass sie, um das Fruchtaroma zu erhalten, entweder bei Raumtemperatur oder in einem mit Eiswürfeln ausgeschwenkten Glas genossen werden und keinesfalls zuvor im Kühlschrank gelagert werden sollten.
Eau de vie wird in der Regel als Digestif getrunken. Es wird jedoch auch als Pousse Café zum Kaffee genossen oder als Aromastoff bei der Herstellung von Backwaren oder Torten verwendet.